# アラステア・モーガン
アラステア・ウィリアム・ジェームズ・モーガン（英語: Alastair William James Morgan、1958年5月28日 - ）は、イギリスの外交官、大使。2015年から2018年にかけて、在朝鮮民主主義人民共和国イギリス大使を務めていた。
外交官としての経歴を見ると、主に中国と日本を中心とする東アジアで奉職している。すなわち、1991年から1996年にかけて駐日大使館で一等書記官、2002年から2006年にかけて駐日大使館で投資局長、2007年から2010年にかけて在中華人民共和国大使館で商務参事官、2010年から2014年にかけて在広州イギリス総領事を務め上げた。その後、2015年12月から2018年まで在北朝鮮大使として奉職していた。